# Cobrons skans
Cobrons skans var en skans i Lettland vid floden Düna (Daugava), mitt för Riga.
Skansen byggdes av den i svensk tjänst varande skotske översten Samuel Cobron i augusti 1621 under Rigas belägring vid "tornet" på vänstra flodstranden. Polska anfall 30 och 31 augusti avslogs. Skansen som var byggd som fyrhörnig stjärnskans, förföll efter Rigas intagande, men reparerades 1624-1625; 1640-1646 ombyggdes skansen av Johan von Rodenburgh "efter rätt regel". År 1656 försvarades den med framgång under Rigas belägring, 1663-1666 försågs skansen av Jakob Staël von Holstein med grav, betäckt väg och ravelin. År 1697 låg skansen för fäfot, varför dess ombyggnad påbörjades 1698. Då sachsarna 1700 anryckte mot Riga, var skansen på en sida fullständigt öppen; under general Georg Karl von Carlowitz stormade de och intog natten till 14 februari skansen, som av dem sedan benämndes Oranienbaum och från vilken de redan den 17 öppnade eld mot Riga. När Karl XII den 9 juli 1701 övergått Düna, utrymde sachsarna samma dag. Skansen skadades kraftigt dagen efter, på grund av att en av dem kvarlämnad mina sprang i luften. Dess ombyggande fortsattes nu, och ett av ryssarna i augusti 1705 gjort försök att bemäktiga sig fästet kunde avvärjas. 1709 raserades skansen, som i oktober samma år besattes av ryssarna, vilka där byggde batterier för 7 mörsare mot Riga samt i övrigt reparerade fästet, som de nu benämnde Peters skans.